# Rabbit (maskotka)
Rabbit – oficjalna maskotka Mistrzostw Europy w Piłce Nożnej 1992 w Szwecji.
Po raz drugi z rzędu maskotką mistrzostw Europy (na mistrzostwach Europy 1988 w RFN był królik Berni). Ma brązowe futro, nosi na sobie barwy reprezentacji Szwecji: żółtą koszulkę, niebieskie spodnie oraz żółte skarpetki i żółte opaski na głowie i na nadgarstkach. Był często przedstawiany podczas meczów. Imię oznacza królika w języku angielskim.